# Dezső Lányi

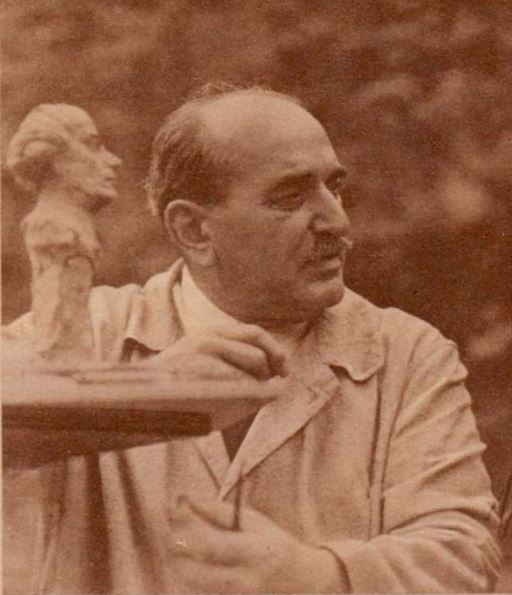
Dezső Lányi (1938)

Dezső Lányi (* 23. Januar 1879 in Baán, Königreich Ungarn, heute Bánovce nad Bebravou, Slowakei; † 4. Mai 1951 in Hollywood, Kalifornien) war ein ungarischer Bildhauer, der 1937 in die USA emigrierte.

## Leben und Werk
Lányi besuchte eine Schule für Kunst und Kunsthandwerk in Budapest und studierte an der Akademie für Angewandte Kunst in Wien, erkämpfte sich mittellos Studienaufenthalte in Venedig und Rom durch Gelegenheitsarbeiten, lernte bei Auguste Rodin in Paris und schloss schließlich in Brüssel seine Studien ab. Nach einer ersten größeren Ausstellung 1904 in der Kunsthalle Budapest („Műcsarnok“) erhielt er etliche Privataufträge, u. a. für mehrere Grabplastiken. 1907 gewann er eine Franz-Josef-Medaille für Skulptur sowie eine Goldmedaille in London. Im Kasino von Lipótváros erhielten seine figürlichen Tierplastiken einen weiteren Preis. Als er 1918 mit einer größeren Zahl seiner für ihn charakteristischen Kleinplastiken von Tieren und Karikaturen an einer Gruppenausstellung im 1912 vom Kunstsammler Lajos Ernst gegründeten Budapester Ernst-Museum mit großem Erfolg teilnahm, veranlassten seine Bronzekarikaturen einen Kritiker zu einem Vergleich mit den Karikaturzeichnungen Honoré Daumiers.
In der Folgezeit wurde Lányi 1926 zur Teilnahme an der Biennale in Venedig eingeladen, und er erhielt bis zu seiner Emigration in die Vereinigten Staaten eine Reihe von Aufträgen für Skulpturen für den öffentlichen Raum vor allem in Budapest, z. B. Leda mit dem Schwan im Széchenyi-Bad (1916), der Bauarbeiter (Építőmunkás, 1929), oder Spielende Kinder (Játszó gyerekek, 1933). Ein pathetisches Grabdenkmal für die Offiziersfamilie Eckensberger (Artillerieoberst Nándor Eckensberger, gest. 1923, und General György Eckensberger, gest. 1927) auf dem Budapester Kerepesi-Friedhof wurde eine seiner monumentalsten Großplastiken. Seine monumentalste Schöpfung befindet sich jedoch nicht in der ungarischen Hauptstadt, sondern am Sitz des Primas von Ungarn. In Esztergom wurde in Anwesenheit des ungarischen Regenten und Reichsverwesers Miklós Horthy im Juni 1927 Lányis zehn Meter hohes Kriegerdenkmal auf dem Heldenplatz („Hősök tere“) für die Gefallenen des Ersten Weltkriegs enthüllt, ein Obelisk, gekrönt von vier Adlern, am Fundament ein Trauernder mit Schwert und Kranz, darüber ein Löwe, der die Stefanskrone und den ungarischen Wappenschild schützt.
In Europa bekannt wurde Lányi indes eher durch seine Marmor-Porträtbüsten von prominenten Persönlichkeiten der Gesellschaft wie jene von Eduard, Duke of Windsor. Auch eine Bronze-Porträttafel (1930) des damals populärsten ungarischen Bühnen- und Romanautors Ferenc Herczeg stammt von ihm.

### Emigration
Durch die amerikanischen Magazine Esquire und Coronet gelangte Lányi 1937 nach Los Angeles und lebte und arbeitete dann in Hollywood. Beträchtlichen Erfolg verzeichnete er dort besonders nach einer Ausstellung mit dem California Art Club (CAC) 1939, denn die Ausstellung resultierte in zahlreichen Aufträgen für seine naturalistisch-expressiven Karikatur- und Porträtplastiken von Autoren, Filmschauspielern und Mitgliedern der Filmindustrie. Dezső Lányis Grab befindet sich auf dem Friedhof „Hollywood Forever“.

### Werke (Auszug)
- Bildnisbüste Generaloberst Karl von Pflanzer-Baltin, 1915, Bronze/Marmor, 53 × 32 × 63 cm, Heeresgeschichtliches Museum Wien